# Berotha indica
Berotha indica is een insect uit de familie van de Berothidae, die tot de orde netvleugeligen (Neuroptera) behoort. 
Berotha indica is voor het eerst wetenschappelijk beschreven door Brauer in 1865.